# Anastrepha ocresia
Anastrepha ocresia
 es una especie de insecto díptero que Walker describió científicamente por primera vez en el año 1849.
Esta especie pertenece al género Anastrepha de la familia Tephritidae.